# Carmen Höfflin
Carmen Höfflin (* 16. März 1985 in Freiburg im Breisgau) ist eine ehemalige deutsche Fußballspielerin.

## Karriere
Carmen Höfflin wuchs in Bötzingen am Kaiserstuhl auf und begann als Vierjährige beim FC Bötzingen ihre Fußballlaufbahn; dort spielte sie die gesamte Jugend mit Jungen zusammen. Mit 16 Jahren wechselte Höfflin im Jahre 2001 zur Bundesligamannschaft des SC Freiburg. Ihr erstes Bundesligator erzielte sie am 16. Mai 2005 beim 5:1-Sieg gegen den Hamburger SV. Carmen Höfflin spielte bis 2006 beim SCF, anschließend pausierte sie verletzungsbedingt sowie aufgrund ihres Berufs bei der Polizei.
Nach langer Pause fing Höfflin in der Saison 2009/10 wieder an aktiv Fußball zu spielen, dieses Mal beim Verbandsligisten FC Denzlingen. Dort war sie Führungsfigur und Torjägerin der Liga. In beiden Spielzeiten wurde sie mit dem FC Denzlingen Verbandsligameister sowie Torschützenkönigin.
Zur Saison 2011/12 wechselte Höfflin erneut für drei Spielzeiten ins Bundesligateam des SC Freiburg. 2014 ging sie zum Bundesligaaufsteiger SC Sand, wo sie eine Saison unter Vertrag stand. Von 2015 bis 2018 lief sie für den Verbandsligisten SV Gottenheim auf.
Carmen Höfflin gehörte dem Fußballnationalkader der Polizei an. Dort gewann sie 2012 als Stammspielerin die Europameisterschaft, welche erstmals in Dänemark ausgetragen wurde.
Höfflin ist Expertin und Kommentatorin beim Streamingdienst DAZN.